# Nabelgau

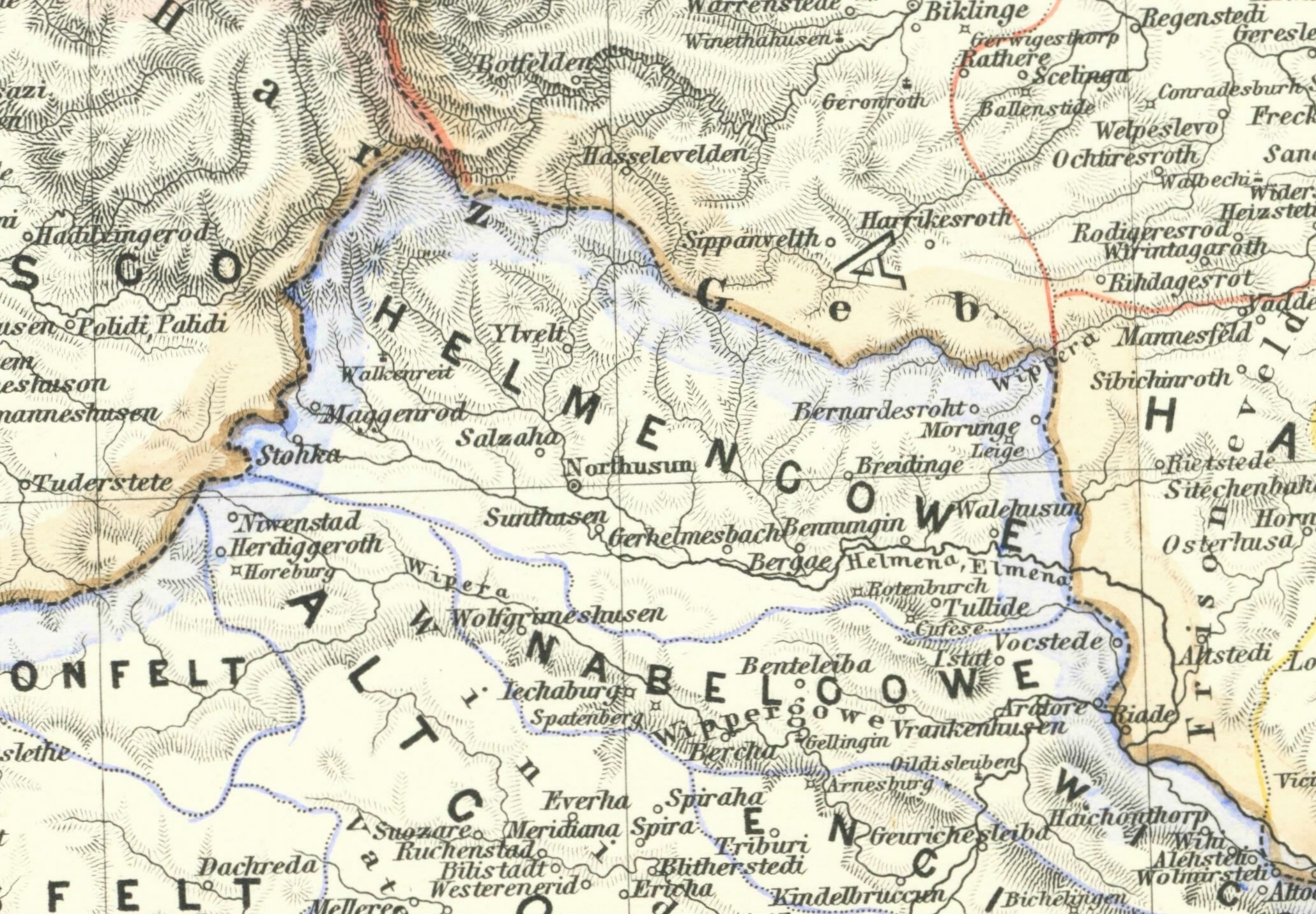
Der Nabelgau schließt sich südlich des Helmegaues an (das Gebiet um Jechaburg und Wolkramshausen hat vermutlich bereits zum Wippergau gehört)

Der Nabelgau war ein Herrschaftsgebiet des Heiligen Römischen Reichs im heutigen Thüringen.

## Lage
Er befand sich südlich des Kyffhäusergebirges, östlich der Windleite und nördlich der östlichen Hainleite („Wenige Hainleite“), die sich östlich des Wipperdurchbruchs bei Seega erstreckt.
Er umfasste das gesamte Einzugsgebietes sämtlicher linken Zuflüsse der Unstrut zwischen der Thüringer Pforte bei Sachsenburg und dem Zusammenfluss der Unstrut mit der Helme bei Ritteburg / Kalbsrieth. Die Unstrut selbst bildet die südöstliche Grenze des Gaus. Östlich und südlich dieser Grenze befand sich der benachbarte Gau „Engili“, ebenfalls südlich der „Wenige Hainleite“. Im Westen des Wipperdurchbruchs bei Seega erstreckte sich der Wippergau oder „Wippergowe“ und im Norden befand sich der Helmegau oder „Helmungowe“, der das Einzugsgebiet der Helme bildete. Das wichtigste Gewässer des Nabelgaus  war der Badraer Bach / Thaleber Bach / Kleine Wipper, der mit seinem gesamten Einzugsgebiet den Nabelgau bildete. Das Einzugsgebiet des Kyffhäuserbachs bei Ichstedt gehörte ebenfalls zum Nabelgau. Zum Nabelgau gehörten die Gebiete um die heutigen Ortschaften Badra, Steinthaleben, Bendeleben, Rottleben, Bad Frankenhausen, Seehausen (Ortsteil von Bad Frankenhausen), Oldisleben, Esperstedt (Ortsteil von Bad Frankenhausen), Udersleben, Ichstedt, Borxleben, Ringleben (Ortsteil von Bad Frankenhausen), Kachstedt, Schönfeld, Artern und Ritteburg.